# Zgromadzenie Stanów (Jersey)
Zgromadzenie Stanów (ang. States Assembly, fr. Assemblée des États) – jednoizbowy parlament wyspy Jersey, działający od 1204 roku.
W obecnym Zgromadzeniu Stanów znajduje się obecnie: ośmiu Senatorów (wybranych na szczeblu wyspy), dwudziestu jeden Deputowanych (wybranych w jednomandatowych i wielomandatowych okręgach wyborczych) oraz dwunastu, zasiadających z racji pełnionej funkcji Konstablów, reprezentujących każdy z okręgów (parish-y) Jersey.